# Episodi di A.P. Bio (seconda stagione)
La seconda stagione della serie televisiva A.P. Bio è stata trasmessa in prima visione negli Stati Uniti sulla NBC dal 7 marzo al 13 giugno 2019.
In Italia, la stagione è trasmessa sul canale a pagamento Premium Stories dal 21 settembre 2019.In chiaro è stata trasmessa in prima visione su Italia 1 ogni martedì in seconda serata dopo Le Iene dal 18 maggio al 29 giugno 2021
| n° | Titolo originale        | Titolo italiano               | Prima TV USA   | Prima TV Italia   |
| -- | ----------------------- | ----------------------------- | -------------- | ----------------- |
| 1  | Happiness               | Felicità                      | 7 marzo 2019   | 21 settembre 2019 |
| 2  | Nuns                    | Suore                         | 14 marzo 2019  | 21 settembre 2019 |
| 3  | Wednesday Morning, 8 AM | Mercoledì mattina, ore 8      | 21 marzo 2019  | 28 settembre 2019 |
| 4  | Toledo's Top 100        | I 100 scapoli d'oro di Toledo | 28 marzo 2019  | 28 settembre 2019 |
| 5  | J'accuse                | J'accuse                      | 4 aprile 2019  | 5 ottobre 2019    |
| 6  | Melvin                  | Melvin                        | 11 aprile 2019 | 5 ottobre 2019    |
| 7  | Personal Everest        | Il mio Everest                | 18 aprile 2019 | 12 ottobre 2019   |
| 8  | Sweet Low Road          | La strada sbagliata           | 25 aprile 2019 | 12 ottobre 2019   |
| 9  | Dr. Whoopsie            | Dottor Scivolone              | 2 maggio 2019  | 19 ottobre 2019   |
| 10 | Handcuffed              | In manette                    | 30 maggio 2019 | 19 ottobre 2019   |
| 11 | Spectacle               | Whitlock's got talent         | 30 maggio 2019 | 26 ottobre 2019   |
| 12 | Ride the Ram            | In sella                      | 13 giugno 2019 | 26 ottobre 2019   |
| 13 | Kinda Sorta             | Il sogno di Jack              | 13 giugno 2019 | 26 ottobre 2019   |